# Вище військово-морське інженерне училище імені Ф. Е. Дзержинського
Вище військово-морське інженерне училище імені Ф. Е. Дзержинського (рос. Высшее военно-морское инженерное училище имени Ф. Э. Дзержинского, Военно-морской инженерный институт, ВВМИОЛУ, ВМИИ) — засноване імператором Павлом I (праонуком Петра I) 20 (31) серпня 1798 р. як Училище корабельної архітектури.
Понад 130 років (в різні роки) училище розміщувалося в будівлі Головного адміралтейства.
У 1998 році, після об'єднання з ВВМІУ ім. В. І. Леніна перетворено на Військово-морський інженерний інститут — військовий навчальний заклад м. Санкт-Петербурга.
Від 1 липня 2012 р. після об'єднання Військово-морського інженерного інституту з Військово-морським інститутом радіоелектроніки імені О. С. Попова стало називатися як Федеральна державна освітня установа Військовий інститут (Військово-морський політехнічний) філія ФГКВОУ ВПО «Військовий навчально-науковий центр ВМФ» Військово-морська академія імені адмірала Флоту Радянського Союзу М. Г. Кузнецова".

## Назви училища
- 1798—1827 — Училище корабельної архітектури
- 1827—1856 — Кондукторські роти Навчального морського робочого екіпажу
- 1856—1867 — Інженерне і артилерійське училище Морського відомства
- 1867—1872 — Інженерне училище Морського відомства
- 1872—1896 — Технічне училище Морського відомства
- з 25 червня 1896 року — Морське технічне училище імператора Миколи I
- з 24 вересня 1898 року — Морське інженерне училище імператора Миколи I
- з 1917 року — Морське інженерне училище
- з 29 січня 1925 року — Військово-морське інженерне училище
- з 29 квітня 1927 року — Військово-морське інженерне училище імені Ф. Е. Дзержинського
- з 10 червня 1939 року — Вище військово-морське інженерне ордена Леніна училище імені Ф. Е. Дзержинського
- з 29 серпня 1998 року — Військово-морський інженерний інститут
- з 1 липня 2012 року — Військово-морський політехнічний інститут — Федеральна Державна Освітня установа Військовий інститут (Військово-морський політехнічний) ФГКВОУ ВПО «Військовий навчально-науковий центр ВМФ» Військово-морська академія ім. М. Г. Кузнєцова

## У царській Росії

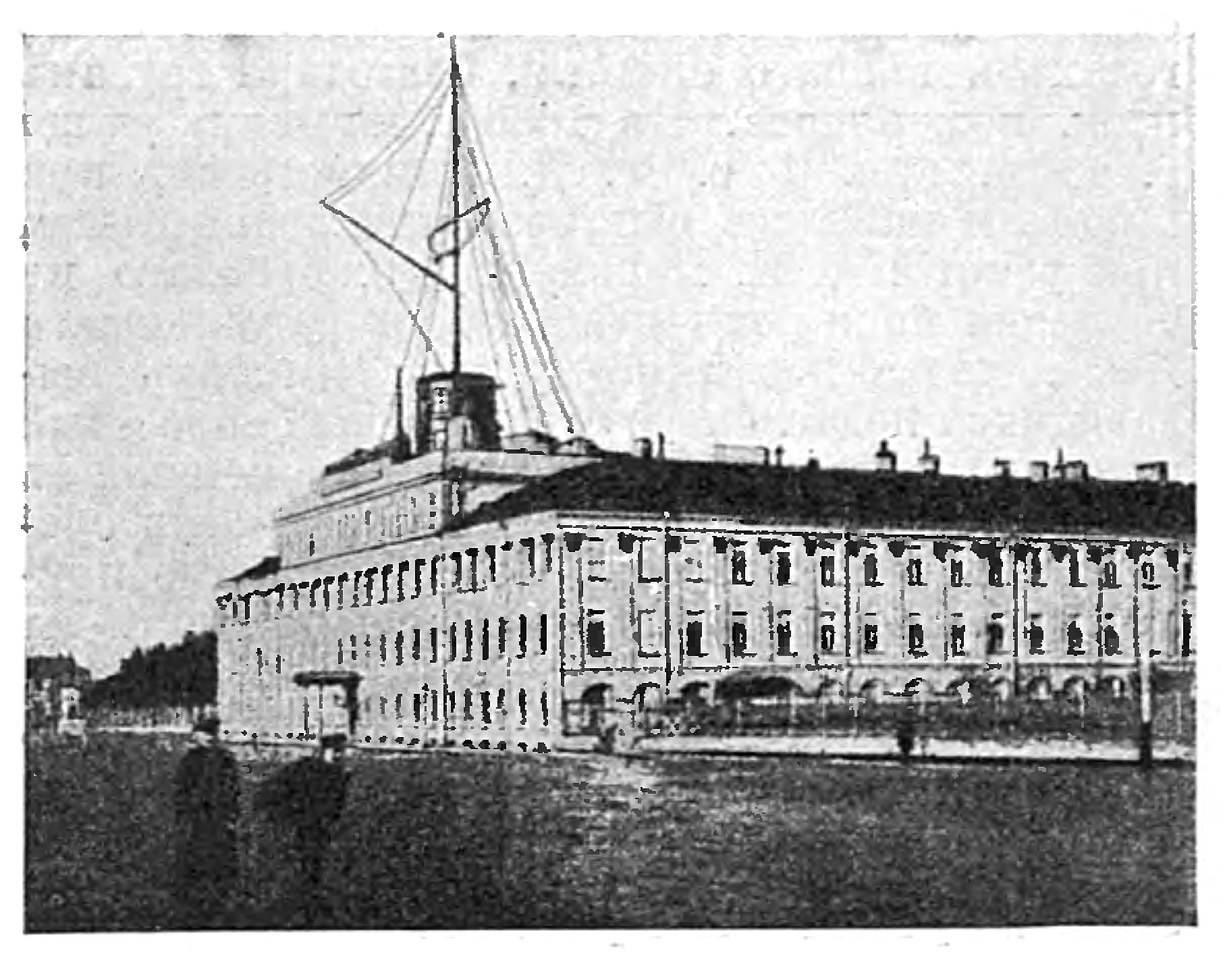
Морське технічне училище імператора Миколи I

20 (31) серпня 1778 рік імператор Павло I затвердив доповідь «комітету з заснування училищ для учнів штурманських і корабельної архітектури». У Санкт-Петербурзі та Херсоні були засновані перші в світі військово-морські інженерні навчальні заклади — Училища корабельної архітектури. Подібні навчальні заклади були створені в Англії тільки в 1811 році, в США — в 1845 році, а в Німеччині лише в 1861 р..
Училище корабельної архітектури в Херсоні проіснувало всього 5 років. Першим директором Чорноморських штурманського і корабельного училищ був адмірал граф М. І. Войнович. У 1803 році Херсонське училище було розформовано, а його вихованці переведені в Училище корабельної архітектури Санкт-Петербурга, яке розміщувалося в будинку генерал-майора Г. І. Бухаріна, спеціально купленому Державної адміралтейською колегією для училища (нині Проспект Римського-Корсакова, № 16 / 2. 3 березня 2003 року на будинку встановлено меморіальну дошку з написом «Тут у 1798—1816 роках розміщувалося перше в світі Училище корабельної архітектури»).
Першим директором Санкт-Петербуркого училища корабельної архітектури був призначений відомий кораблебудівник обер-сарваер А. С. Катасанов, який керував училищем до 1804 року. Великий внесок у вдосконалення навчального і виховного процесу училища вніс професор С. Є. Гур'єв, який викладав вихованцям алгебру, вищу математику, гідравліку, механіку і теорію кораблебудування.
В училище приймалися діти дворян, офіцерів і солдатів у віці 12-14 років, які вміли читати і писати, котрі володіли хорошим здоров'ям і здібностями. Навчання тривало 6 років.
У 1800 році в училищі було відкрито ад'юнктура.

## За радянських часів
У травні 1918 р. на 3-му з'їзді моряків Балтійського флоту було прийнято резолюцію, в якій було записано: «… Морське інженерне училище, що дає флоту необхідних фахівців, має безперервно продовжувати свої заняття на колишніх підставах, надалі до вироблення норм у зв'язку із загальною реорганізацією морських шкіл».
У серпні 1918 р. Училище перебазувалося в будівлю Морського корпусу. 4 жовтня 1918 р. Училище було розформовано, але старшому курсу дозволили закінчити освіту. З вихованців взяли підписку про те, що «…вони будуть служити у флоті по півтора року за кожен рік навчання», не бажаючі дати підписку звільнялися з училища. Вихованці училища стали називатися воєнморами (військовими моряками) Робітничо-Селянського Червоного флоту (РСЧКФ). 29 липня 1918 р. відбувся перший після 1917 р. випуск Училища вихованців тодішнього набору. Дев'яти випускникам присвоїли звання «корабельний інженер», серед них був В. Г. Власов, згодом великий вчений-кораблебудівник, інженер-контр-адмірал.
27 червня 1919 р. відбувся останній випуск Морського інженерного училища (48 фахівців: 15 травня — 41 інженер-механік, 1 червня 1919 р. — 7 кораблів). Згідно з наказом Рев. Воєн. Ради Республіки № 474 від 27 червня 1919 року випускникам присвоювалося звання «інженер-механік флоту». Серед випускників був М. В. Алякринський, який через 13 років став першим начальником Науково-дослідного інституту військового кораблебудування та озброєння ВМФ.
Навесні 1920 р. в «Сполучених класах фахівців командного складу флоту» (утворених 26 жовтня 1918 року) відкрився механічний відділ — правонаступник колишнього Морського інженерного училища, а восени — кораблебудівний відділ. У жовтні 1921 р. з'єднані класи були перетворені в «Училище командного складу флоту», в якому корабели й механіки продовжили освіту. В Училище набирали осіб з числа військових моряків всіх звань і спеціальностей, які закінчили Військово-морське підготовче училище Управління військово-морських навчальних закладів.
У березні 1922 р. було розділене Училище командного складу флоту на
- Військово-морське і
- Морське інженерне училище.

2 травня 1922 р. Морське інженерне училище було відновлене в повному обсязі. Начальником училища був призначений його випускник 1917 року В. Л. Бжезинський. Училище розміщувалося в будівлі колишньої Покровської громади на Василівському острові, де почалося його формування й нова історія.

### У роки Другої світової війни
- 15 серпня 1941 року — евакуація Училища в м. Правдинськ Горьковської області.
- 12 лютого 1942 року — перебазування Училища в м. Баку.
- 1 вересня 1943 року — при Училище відкриті курси офіцерського складу інженерно-корабельної служби.
- 15 листопада 1943 року — вченій раді Училища надано право приймати до захисту дисертації на здобуття наукового ступеня кандидата технічних наук.
- 25 грудня 1943 року — Училищу вручений бойовий Червоний прапор.
- 23 червня 1944 року — перебазування Училища в м. Ленінграді.
- 1 лютого 1945 року — при Училище сформовані 10-ти місячні курси удосконалення офіцерів інженерно-корабельної служби (КУОІКС). З 1 січня 1948 року — КУОІКС перетворені на Вищі класи офіцерського складу інженерно-корабельної служби (ВКОСІКС).
- 1945 року — при Училище працювали курси радіоперешкод і лікарів КПА ГУК ВМФ.
- 1 травня і 24 червня 1945 року — Училище бере участь у військових парадах на Красній площі в Москві на честь перемоги радянського народу у Німецько-радянській війні.

## У сучасній Росії
- З 1993 року замість електротехнічного факультету, переведеного в ЛВВМІУ імені В. І. Леніна (м. Пушкін), в училищі було відкрито факультет комплексних систем управління (КСУ). Своє найменування факультет отримав у 1997 році.
- 21 березня 1997 р. — наказом Головнокомандувача ВМФ № 107 затверджена дата щорічного свята ВВМІУ імені Ф. Е. Дзержинського — 31 серпня.
- 8 квітня 1998 р. — Державна Дума Федеральних зборів РФ прийняла постанову «Про відзначення 200-річного ювілею ВВМІУ імені Ф. Е. Дзержинського», 12 травня 1998 року в колишньому палаці Білосільських-Білозерських відбувся громадський акт урочистого вшанування ВВМІУ імені Ф. Е. Дзержинського на честь 200-річчя від дня його заснування.
- У 1998 р. за величезний і неоціненний внесок у створення, становлення та розвиток ВМФ Росії; за створення, розвиток, популяризацію інженерної освіти; за продовження традицій в справі підготовки та навчання багатьох поколінь російських моряків, які прославляють честь і славу Російського флоту і Андріївського прапора, ВВМІУ імені Ф. Е. Дзержинського удостоєно звання лауреата «Золотої книги Санкт-Петербурга»[9]. Від 1918 р. до 1998 р. училище справило 77 випусків висококваліфікованих фахівців для військово-морського флоту.
- 29 серпня 1998 р. — Уряд РФ прийняв постанову № 1009, де визначено створення Військово-морського інженерного інституту (м. Пушкін, Ленінградської області) на базі ВВМІУ імені Ф. Е. Дзержинського (Санкт-Петербург) і ЛВВМІУ імені В. І. Леніна (м. Пушкін)[10].
- За підсумками 2001—2002 навчального року Військово-морський інженерний інститут визнаний кращим навчальним закладом ВМФ за темпами розвитку навчально-матеріальної бази. За організацію винахідницької та раціоналізаторської роботи в 2001 р. ВМІІ нагороджений грамотою Міністра оборони РФ, а за підсумками 2002 р. визнаний кращим навчальним закладом ВМФ з підготовки наукових і науково-педагогічних кадрів, науковим потенціалом[11].
- 1 липня 2012 р. Військово-морський інженерний інститут був об'єднаний з Військово-морським інститутом радіоелектроніки імені О. С. Попова і отримав нову назву — Федеральна державна освітня установа Військовий інститут (Військово-морський політехнічний) філія ФДКВОУ ВПО "Військовий навчально-науковий центр ВМФ «Військово-морська академія імені Адмірала Флоту Радянського Союзу М. Г. Кузнєцова».

## Начальники училища
| 1798 — 1917 роки                                                        | 1917                                                                                         |
| ----------------------------------------------------------------------- | -------------------------------------------------------------------------------------------- |
| Училище корабельної архітектури (1798—1827)                             | Морське інженерне училище (1917—1919)                                                        |
| Катасанов Олександр Семенович — (1798—1802), генерал-лейтенант          | Погодин Олексій Іванович — (03.1917 до 05.1919), генерал-лейтенант                           |
| Балле Іван Петрович — (10.1802—1805), адмірал                           | Улановський Володимир Петрович — (05-06.1919), інженер-полковник                             |
| Гагарин Сергій Іванович — (1805—1811), адмірал                          | Морське інженерне училище (1922—1924)                                                        |
| Брюн де Сен-Катерин Яков Яковлевич — (1811—1817), адмірал               | Бжезинський Валеріан Людомирович — (1922—1923)                                               |
| Кондукторські роти Навчального морського робочого екіпажу (1827—1856)   | Грундман Роман Романович — (1923—1924)                                                       |
| Карцов Петро Кіндратович — (1817—1827), адмірал                         | Військово-морське інженерне училище (1924—1927)                                              |
| Саричев Василь Олексійович (31.10.1829—1830) — підполковник             | Лукомський Петро Ілліч — (1924—1927)                                                         |
| Євдокімов — підполковник                                                | Військово-морське інженерне училище імені Ф. Е. Дзержинського (1927—1937)                    |
| Щитовський Федір Федорович — (1830—1848), генерал-майор                 | Татаринов Олексій Миколайович — (1927—1930)                                                  |
| Акімов — підполковник                                                   | Боровиков Григорій Микитич — (1930—1933)                                                     |
| Вечеслов Василь Васильович — (16.12.1854—16.01.1856), капітан 2 ранга   | Рашевич Франц Костянтинович — (1933—1937), інженер-флагман 3-го ранга                        |
| Інженерне і артилерійське училище морського відомства (1856—1867)       | Вище військово-морське інженерне ордена Леніна училище імені Ф. Е. Дзержинського (1937—1998) |
| Сиденснер Карл Карлович — (27.03.1856—1868), генерал-лейтенант          | Михайлов Якім Анатолійович — (1938—1940), інженер-капітан 1 ранга                            |
| Інженерне училище морського відомства (1867—1872)                       | Крупський Михайло Олександрович — (1941—1948), контр-адмірал                                 |
| Ридель Олександр Олександрович — (30.09.1868—1872), віце-адмірал        | Красиков Борис Яковлевич — (1948—1953), контр-адмірал                                        |
| Технічне училище Морського відомства (1872—1885)                        | Миляшкин Іван Георгійович — (1953—1966), віце-адмірал                                        |
| Зеленой Олександр Ілліч — (1872—1879), генерал-лейтенант                | Кучер Аркадій Терентійович — (1966—1973), віце-адмірал                                       |
| Колонг Констянтин Федорович (15.01.1879—1885), віце-адмірал             | Єгоров Микола Кас'янович — (1973—1979), віце-адмірал                                         |
| Морське технічне училище Імператора Миколи I (1886—1898)                | Кудрявцев Віктор Федорович — (1979—1988), віце-адмірал                                       |
| Ізильметьєв Федір Дмитрович — (31.08.1886 — 02.1899), генерал-лейтенант | Мироненко Геннадій Михайлович — (1988—1994), контр-адмірал                                   |
| Пароменський Олександр Іванович — (1900—1908), генерал-лейтенант        | Колесников Ігор Миколайович — (1994—1998), контр-адмірал                                     |
| Тиртов Петро Іванович — (17.11.1908—1917), генерал-лейтенант            | Військово-морський інженерний інститут (1998—2008)                                           |
|                                                                         | Халиуллин Юрій Михайлович — (1998—2000), контр-адмірал                                       |
|                                                                         | Мартинов Миколай Павлович — (2000—2008), контр-адмірал                                       |
|                                                                         | Військовий інститут (Військово-морський політехнічний) (2008 р.)                             |
|                                                                         | Якушенко Євгеній Іванович — (з 2009) — капітан 1 ранга запасу                                |

## Випускники училища
За понад 200 річну історію училище справило 167 випусків, випущено понад 25 тисяч офіцерів-інженерів корабельної служби для Військово-Морського Флоту. Серед випускників 7 дійсних членів Російської академії наук, 4 члени-кореспонденти РАН, понад 140 лауреатів Ленінської та Державної премій, близько 40 заслужених діячів науки і техніки. Понад 260 адміралів і генералів, понад 400 докторів наук і професорів, близько 900 кандидатів наук. Серед випускників 12 Героїв Радянського Союзу, 8 Героїв Соціалістичної Праці та 3 Героя РФ.

## Статті
- (рос.)Близниченко С. С. Лазарев С. Е.. «Борьба с инакомыслием» в Военно-морском училище имени Ф. Э. Дзержинского в 1940-е гг. // Военно-исторический архив : Журнал. — М., 2013. — № 4. — С. 110—124. — ISSN 5897100055.
- (рос.) Ефремов С.. Будто гунны атакуют цитадель военно-морского инженерного образования // Советская Россия : Газета. — М., 23 января 2013.
- (рос.)Колесников И. Кузинец И.. Морские инженерные династии // Морской сборник : Журнал. — М., 1998. — № 1. — С. 110—124.
- (рос.) Кузинец И. М.. «Ко учению усмотря избирать … хотящих, иных же паче и воспринуждением» // Военно-исторический журнал. — М., 2002. — № 3. — С. 36-42.
- (рос.) Кузинец И. М.. Зарождение в России регулярного военно-морского кораблестроительного образования. Елагинские чтения (2001). — СПб., 2001.
- (рос.) Мартынов Н.П. Кузинец И.М.. Русский морской инженер-механик должен быть «научнее» морских механиков всех стран // Морской сборник : Журнал. — М., 2004. — № 11. — С. 37—40.
- (рос.) Саитгареев Р. Р. . Кадры, которые решали все. Роль выпускников и профессорско-преподавательского состава советских военно-морских инженерных учебных заведений // Оборонный заказ : Журнал. — М., 2008. — № 18. — С. 110—124.
- (рос.) Скрицкий Н.. Первые черноморские морские училища // Морской флот : Журнал. — М., 2003. — № 5. — С. 32-33.